# Tournoi Cidade de Guimarães
 (mars 2017).
Si vous disposez d'ouvrages ou d'articles de référence ou si vous connaissez des sites web de qualité traitant du thème abordé ici, merci de compléter l'article en donnant les références utiles à sa vérifiabilité et en les liant à la section « Notes et références ».
Le Tournoi Cidade de Guimarães est une compétition de football qui se déroule à Guimarães depuis 2008. C'est un tournoi organisé par le club local du Vitória Sport Clube.

## Palmarès
Les deux premières éditions sont remportées par le Benfica Lisbonne.

## Tournoi 2008
La première édition du tournoi, disputée en août 2008, est remportée par l'équipe portugaise du Benfica Lisbonne devant le Vitória Guimarães et le Paris Saint-Germain.
| Rang | Équipe              | Pts | J | G | N | P | Bp | Bc | Diff |
| ---- | ------------------- | --- | - | - | - | - | -- | -- | ---- |
| 1    | Benfica Lisbonne    | 4   | 2 | 1 | 1 | 0 | 4  | 3  | +1   |
| 2    | Vitória Guimarães   | 3   | 2 | 1 | 0 | 1 | 3  | 3  | 0    |
| 3    | Paris Saint-Germain | 1   | 2 | 0 | 1 | 1 | 3  | 4  | -1   |

| 1er août 2008 | Vitória Guimarães            | 2-1 | Paris Saint-Germain | Estádio D. Afonso Henriques, Guimarães              |                                                     |
|               | Douglas 30e · Jean Coral 52e |     | 56e Mabiala         | Spectateurs : 6 000 Arbitrage : Benquerença, Leiria | Spectateurs : 6 000 Arbitrage : Benquerença, Leiria |

| 2 août 2008 | Benfica Lisbonne           | 2-2 | Paris Saint-Germain | Estádio D. Afonso Henriques, Guimarães              |                                                     |
|             | Makukula 74e · Cardozo 80e |     | 38e 57e Pancrate    | Spectateurs : 8 000 Arbitrage : Vasco Santos, Porto | Spectateurs : 8 000 Arbitrage : Vasco Santos, Porto |

| 4 août 2008 | Vitória Guimarães | 1-2 | Benfica Lisbonne              | Estádio D. Afonso Henriques, Guimarães |  |
|             | Moreno (pen) 67e  |     | 13e Cardozo · 22e Momha (csc) |                                        |  |

## Tournoi 2009
Le tournoi 2009 est disputé du 31 juillet au 2 août 2009. Le Benfica Lisbonne se classe premier devant Vitória Guimarães et le Portsmouth FC.
| Rang | Équipe            | Pts | J | G | N | P | Bp | Bc | Diff |
| ---- | ----------------- | --- | - | - | - | - | -- | -- | ---- |
| 1    | Benfica Lisbonne  | 6   | 2 | 2 | 0 | 0 | 6  | 0  | +6   |
| 2    | Vitória Guimarães | 3   | 2 | 1 | 0 | 1 | 2  | 2  | 0    |
| 3    | Portsmouth FC     | 0   | 2 | 0 | 0 | 2 | 0  | 6  | -6   |

| 31 juillet 2009 | Vitória Guimarães             | 2-0 | Portsmouth FC | Estádio D. Afonso Henriques, Guimarães |
|                 | Rui Miguel 54e · Custódio 86e |     |               |                                        |

| 1er août 2009 | Benfica Lisbonne                                   | 4-0 | Portsmouth FC | Estádio D. Afonso Henriques, Guimarães |
|               | Cardozo 15e 38e · Weldon 69e · Wilkinson (csc) 85e |     |               |                                        |

| 2 août 2009 | Vitória Guimarães | 0-2 | Benfica Lisbonne        | Estádio D. Afonso Henriques, Guimarães |
|             |                   |     | 39e Weldon · 65e Amorim |                                        |